# گرین‌وود (میزوری)
گرین‌وود (به انگلیسی: Greenwood) یک شهر در ایالات متحده آمریکا است که در شهرستان جکسون، میزوری واقع شده‌است. گرین‌وود ۱۰٫۲۸ کیلومتر مربع مساحت و ۵٬۲۲۱ نفر جمعیت دارد و ۲۸۷ متر بالاتر از سطح دریا واقع شده‌است.